# محمد علي مرداني
محمد علي مرداني (بالفارسية: محمد علی مردانی) هو لاعب كرة قدم إيراني في مركز الهجوم، ولد في 26 أغسطس 1994 في مسجد سليمان في إيران. شارك مع منتخب إيران تحت 23 سنة لكرة القدم. أما مع النوادي، فقد لعب مع نادي شهر خودرو ونادي فجر شهيد سباسي.